# Castronuño
Castronuño é um município da Espanha na província de Valladolid, comunidade autónoma de Castela e Leão, de área 124,30 km² com população de 1010 habitantes (2007) e densidade populacional de 8,44 hab/km².

## Demografia
| Variação demográfica do município entre 1991 e 2004 | Variação demográfica do município entre 1991 e 2004 | Variação demográfica do município entre 1991 e 2004 | Variação demográfica do município entre 1991 e 2004 |
| --------------------------------------------------- | --------------------------------------------------- | --------------------------------------------------- | --------------------------------------------------- |
| 1991                                                | 1996                                                | 2001                                                | 2004                                                |
| 1227                                                | 1111                                                | 1095                                                | 1049                                                |